# Magdalena Ruiz Guiñazú
Magdalena Ruiz Guiñazú (sinh ngày 15 tháng 2 năm 1935 - mất ngày 6 tháng 9 năm 2022) là một nhà văn và nhà báo người Argentina. Bà đã làm việc trong Ủy ban Quốc gia về Người mất tích của Argentina. Bà đã nhận được nhiều giải thưởng Martín Fierro bao gồm giải thưởng Golden Martín Fierro vào năm 1993.

## Quyền con người
Trong những năm 1976, 1977 và 1978 bà làm việc trong tổ chức Kênh 11, được quân đội kiểm soát, là một trong 16 nhà báo nữ đã nhận được giải thưởng của Bộ trưởng Nội vụ, Tổng Albano Harguindeguy, vào tháng 8 năm 1980.
Trong những năm 80, bà đã có thái độ bảo vệ nhân quyền để tạo đa dạng sinh vật. Từ chương trình phát thanh của mình, bà là người đầu tiên nói chuyện với các bà mẹ Plaza de Mayo trong giai đoạn chính phủ độc tài tại Argentina. Trong suốt sự nghiệp của mình, bà đã thể hiện hoạt động chống bạo lực dưới bất kỳ dạng nào, với một quan niệm đa nguyên về báo chí phù hợp với tất cả các tiếng nói và tất cả các vị trí.
Trong thời kỳ dân chủ, tổng thống Raúl Alfonsín đã bầu bà trở thành một thành viên tích cực của Ủy ban Quốc gia về Người mất tích hoặc CONADEP. Công việc của Guiñazú Ruiz trong cuộc điều tra của Ủy ban đã được nhấn mạnh và nhắc đến.

## Các giải thưởng
- 1974, Premio Santa Clara de Asís.
- 1977, Premio Santa Clara de Asís.
- 1977, Premio San Gabriel.
- 1980, Order of Merit of Ba Lan for his coverage of the first visit of Pope John Paul II to Poland.
- 1983, «Women of the year» elected by popular vote.
- 1984, Order of Merit of Pháp for his defense of human rights.
- 1984, Order of Merit of Italy for his defense of human rights and press freedom.
- 1987, Premios Konex: Certificate of Merit.[4]
- 1987, Premio Martín Fierro.
- 1988, Premio Martín Fierro.
- 1989, Premio Martín Fierro.
- 1990, Premio Martín Fierro.
- 1991, Premio Martín Fierro.
- 1991, Premio Konex de Platino a la mejor Conductora.
- 1992, Broadcasting Award.
- 1992, Prensario Award.
- 1992, Premio Martín Fierro.
- 1993, Prensario Award.
- 1993, Premio Martín Fierro.
- 1993, Gold Martín Fierro Award.
- 1994, Broadcasting Award.
- 1994, Legion of Honor, Pháp, awarded the rank of officer for his defense of human rights and press freedom.
- 1996, Platinum Broadcasting Award for journalism.
- 1997, Award for best news program Broadcasting.
- 1997, Honorary Distinction from Harvard University and the David Rockefeller Center for Latin American Studies.
- 1997, Premios Konex: Certificate of Merit.[5]
- 2002, Premio Martín Fierro for best journalistic work.[6][7]
- 2003, Premio Martín Fierro.
- 2003, Grand Prize for Life Path, "'International Women's Media Foundation's Lifetime Achievement Award".[8]
- 2007, Premios Konex Platinum and Diamond.[9]
- 2007, Radiofónica Activity Award ETHER for Best Female Driving
- 2008, Premio Martín Fierro Best daily newspaper work in Magdalene Drive unearthly female radial Radio Continental.[10]
- 2008, Premio Martín Fierro.[10]

2013, Giải Martín Fierro cho nhà báo nữ.
2013, Giải tự do ngôn luận cho nhà báo xuất sắc nhất năm 2013.